# Мальчики (фильм, 1971)
«Мальчики» — советский художественный фильм режиссёра Екатерины Сташевской-Народицкой, снятый творческим объединением «Товарищ» киностудии «Мосфильм» в 1971 году по одноимённому роману Александра Рекемчука.
В фильме использована музыка И.-С. Баха, Гайдна, Грига, Жене, Римского-Корсакова, Рубинштейна, Пуччини.
Песни исполняет хор мальчиков «Ажуолюкас» под руководством Германа Перельштейнаса. Солисты: Арунас Маликенас, Збигнев Качановский, Владимир Прудников, Римас Сприндис.

## Сюжет
Фильм рассказывает о воспитанниках Московского хорового училища. В центре сюжета судьба талантливого мальчика, пришедшего в хор из детского дома.
Женя Прохоров — одарённый ребёнок, взят Владимиром Константиновичем в музыкальную школу из детского дома в Липовке. Солист хора, принимавший участие в записи новой пластинки популярного композитора, теряет голос во время незапланированного концерта. После некоторого охлаждения к занятиям, чувствует в себе талант сочинителя. Готовится к сдаче экзаменов на композиторский факультет Московской консерватории.
Коля Бирюков — до появления Прохорова был солистом. После голосовой мутации теряет место в хоре. Переживает, не может представить себя вне музыки. Не окончив училища, выбирает себе занятие, далёкое от творчества, но в итоге остаётся довольным своим выбором.
Саша Тиунова — подруга Жени по детскому дому. С гордостью следит за его успехами. Встречается с ним после долгого перерыва накануне экзаменов.
Владимир Константинович Наместников — профессор, директор хорового училища и руководитель детского хора. Всю жизнь отдаёт музыке и воспитанию детей.
Виктор Викторович — организатор полупрофессиональных выездных концертов, делец и авантюрист. Непосредственный виновник того, что Женя потерял голос.
Майя Вяземская — сестра Гоши, была страстной поклонницей Жени Прохорова до потери им голоса. После этого легко переключилась на увлечение мальчиком-шахматистом.

## В ролях
- Антон Табаков — Женя Прохоров в детстве
- Андрей Дроздов — Женя-подросток
- Анатолий Никитин — Женя Прохоров, юноша
- Юрий Леонидов — Владимир Константинович Наместников, профессор, руководитель хора мальчиков
- Антонина Максимова — Вера Ивановна, учительница в детдоме
- Геннадий Юдин — композитор
- Леонид Куравлёв — Виктор Викторович, делец и мошенник, "черный" антрепренер
- Лена Зателепина — Саша Тиунова
- Татьяна Назарова — Саша Тиунова в детстве
- Николай Денисов — Коля Бирюков-подросток
- Станислав Садальский — Коля Бирюков
- Алексей Менглет — Гошка Вяземский
- Вероника Изотова — Майя Вяземская
- Евгений Москалёв — Виктор Титаренко
- Александр Вигдоров — Аполлон Лукьянов, поступающий в консерваторию
- Пётр Меркурьев — мл. лейтенант милиции
- Вера Алтайская — Роза Михайловна, аккомпаниатор на выездных концертах
- Валентина Беляева — Мария Леонтьевна, врач-фониатр

В эпизодах:
Евгения Мельникова, Любовь Калюжная, Н. Демиденко, В. Прудников 
 А. Таможникова, Р. Бекёнис, И. Таможников, В. Гурстис, И. Эдлин, Ольга Тихонова, Валентина Тихонова.

## Съёмочная группа
- Автор сценария: Александр Рекемчук
- Режиссёр-постановщик: Екатерина Сташевская
- Оператор-постановщик: Виктор Белокопытов
- Композитор: Владимир Терлецкий
- Художник-постановщик: Феликс Ясюкевич
- Звукооператор: И. Зеленцова
- Режиссёры: А. Мачерет, З. Рогозовская
- Оператор: Н. Филинковская
- Художник по костюмам: И. Белякова
- Художник-гримёр: Е. Евсеева
- Монтажёр: Ирма Цекавая
- Редактор: А. Репина
- Музыкальный редактор: А. Лаписов
- Оператор комбинированных съёмок: В. Комаринский
- Ассистенты режиссёра: Н. Соловьёв, В. Кочармина
- Текст песен: Ким Рыжов, А. Рекемчук
- Директора: А. Стефанский, Ю. Рогозовский

## Технические данные
- широкий формат
- чёрно-белый
- 2621 метр
- 96 минут